# Adonisea subrosea
Adonisea subrosea är en fjärilsart som beskrevs av W. Warren 1912. Adonisea subrosea ingår i släktet Adonisea och familjen nattflyn. Inga underarter finns listade i Catalogue of Life.